# 島根県道274号東比田布部線
島根県道274号東比田布部線（しまねけんどう274ごう ひがしひだふべせん）は、島根県安来市を通る一般県道である。

## 概要
安来市広瀬町東比田から安来市広瀬町布部に至る。

### 路線データ
- 終点：島根県安来市広瀬町東比田（島根県道258号草野横田線交点）
- 起点：島根県安来市広瀬町布部（国道432号交点）

## 歴史
- 1995年（平成7年）4月4日 - 島根県告示第341号により認定される。

## 地理

### 通過する自治体
- 島根県
  - 安来市

### 交差する道路
| 交差する道路            | 交差する場所 | 交差する場所 |
| ----------------------- | ------------ | ------------ |
| 島根県道258号草野横田線 | 広瀬町東比田 | 起点         |
| 国道432号               | 広瀬町布部   | 終点         |

### 沿線
- 安来市立布部小学校（終点付近）